# Trichogramma flavum
Trichogramma flavum is een vliesvleugelig insect uit de familie Trichogrammatidae. De wetenschappelijke naam is voor het eerst geldig gepubliceerd in 1880 door Ashmead.